# NGC 2797
NGC 2797 ist eine spiralförmige Radiogalaxie vom Hubble-Typ SABb/Pec im Sternbild Krebs auf der Ekliptik. Sie ist schätzungsweise 343 Millionen Lichtjahre von der Milchstraße entfernt und hat einen Durchmesser von etwa 80.000 Lichtjahren. Vom Sonnensystem aus entfernt sich die Galaxie mit einer errechneten Radialgeschwindigkeit von näherungsweise 7.800 Kilometern pro Sekunde.
Das Objekt wurde am 15. März 1866 von dem deutsch-dänischen Astronomen Heinrich d’Arrest entdeckt.

## Galaktisches Umfeld
| Nr. | Galaxie                 | Alternativname               | Rek           | Dek           | Distanz/asec |
| --- | ----------------------- | ---------------------------- | ------------- | ------------- | ------------ |
| →   | NGC 2797                | LEDA/PGC 26160               | 09h16m21.687s | +17d43m37.99s | 0            |
| 1   | LEDA/PGC 26146          | CGCG 091-040                 | 09h16m07.490s | +17d44m03.80s | 204.43       |
| 2   | LEDA/PGC 1541835        | 2MASX J09162023+1747350      | 09h16m20.214s | +17d47m35.55s | 238.43       |
| 3   | LEDA/PGC 26152          | CGCG 091-041                 | 09h16m10.272s | +17d39m35.26s | 292.35       |
| 4   | LEDA/PGC 1538692        | 2MASX J09164589+1740381      | 09h16m45.908s | +17d40m38.45s | 389.61       |
| 5   | NGC 2795                | LEDA/PGC 26143               | 09h16m03.923s | +17d37m42.13s | 437.15       |
| 6   | LEDA/PGC 1538214        | 2MASX J09164687+1739291      | 09h16m46.825s | +17d39m29.31s | 437.46       |
| 7   | IC 2454                 | LEDA/PGC 26139               | 09h16m01.769s | +17d49m14.50s | 440.64       |
| 8   | LEDA/PGC 1537132        | 2MASX J09160422+1737000      | 09h16m04.249s | +17d37m00.06s | 469.68       |
| 9   | LEDA/PGC 1541424        | 2MASX J09165212+1746421      | 09h16m52.135s | +17d46m41.87s | 472.25       |
| 10  | LEDA/PGC 1537434        | GALEXASC J091559.82+173742.8 | 09h15m59.733s | +17d37m43.54s | 473.45       |
| 11  | LEDA/PGC 1537778        | 2MASX J09155626+1738334      | 09h15m56.29s  | +17d38m33.3s  | 473.81       |
| 12  | LEDA/PGC 4194811        | 2MASX J09161135+1736010      | 09h16m11.385s | +17d36m01.14s | 480.04       |
| 13  | 2MASX J09162345+1735140 | WISEA J091623.42+173514.3    | 09h16m23.440s | +17d35m14.10s | 504.46       |
| 14  | LEDA/PGC 4195156        | NSA 110432                   | 09h16m47.790s | +17d37m57.60s | 505.01       |
| 15  | LEDA/PGC 1543948        | 2MASX J09162079+1752060      | 09h16m20.790s | +17d52m06.40s | 508.36       |